# Quần đảo Ksamili
Quần đảo Ksamili (tiếng Albania: Ishuj të Ksamilit hoặc Ishuj të Tetranisit) là một nhóm gồm bốn đảo nhỏ ở miền nam Albania. Muốn tiếp cận các đảo này, người ta phải đi thuyền nhỏ đến. Tên của quần đảo được đặt theo tên của xã Ksamil nằm ở phía đông của quần đảo.
Cả bốn đảo gộp lại chỉ có diện tích là 8,9 hecta. Cây cối xanh tươi và những bãi biển nguyên sơ mang lại vẻ đẹp cho các đảo. Quần đảo là một phần của Công viên Quốc gia Butrint.

## Hình ảnh
|  |